# David Clark (Politiker, 1973)

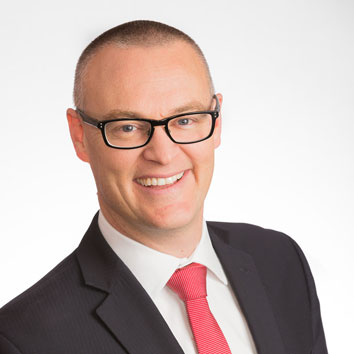
David Clark (2020)

David Scott Clark, in der Öffentlichkeit als David Clark bekannt, (* 5. Januar 1973 in Neuseeland) ist ein Pfarrer der Presbyterian Church of Aotearoa New Zealand und Politiker der New Zealand Labour Party.

## Leben
David Scott Clark wurde 1973 geboren und wuchs in Beachlands, einem Stadtteil von Auckland, rund 20 km östlich des Stadtzentrums auf. In Auckland besuchte er auch die Schule. Nach einem Jahr als Austauschstudent in Deutschland zog er 1991 nach Dunedin, wo er seinen Abschluss in Germanistik und Theologie machte. Er wurde presbyterianischer Pfarrer, arbeitete als Assistenzpfarrer in der St Lukes Kirchengemeinde in Auckland und kehrte nach Dunedin zurück, um ein Studium im Bereich der Existenzialphilosophie zu beginnen, das er mit einem Doktortitel abschloss.

## Berufliche Tätigkeit
Bevor Clark in die Politik ging, leitete er ein Wohnheim der University of Otago, arbeitete als presbyterianischer Pfarrer, war stellvertretender Vorsitzender des Otago Community Trust, war Mitglied der Alkoholberatungsgruppe des Vizekanzlers der University of Otago, war Treasury analyst und als Adviser für David Parker tätig.

## Politische Karriere
Clark bekam seinen politischen Einstieg ins New Zealand Parliament, als er am 26. November 2011 den Wahlkreis Dunedin North gewann und übernahm damit den Wahlkreis seines Parteikollegen Pete Hodgson. Seine Motivation politisch tätig zu sein, bezog er aus seiner Sicht und Sorge, über die wachsende Kluft zwischen Arm und Reich, die seiner Ansicht nach das soziale und wirtschaftliche Potenzial Neuseelands einschränke.

### Ministerämter in der Regierung Ardern
Als Labour unter der Führung von Jacinda Ardern die Parlamentswahl 2017 gewann, holte sie Clark für folgende Ministerposten in ihre Regierung:
| Minister                      | vom              | bis           |
| ----------------------------- | ---------------- | ------------- |
| Minister of Health            | 26. Oktober 2017 | 7. April 2020 |
| Associate Minister of Finance | 26. Oktober 2017 | 2. Juli 2020  |

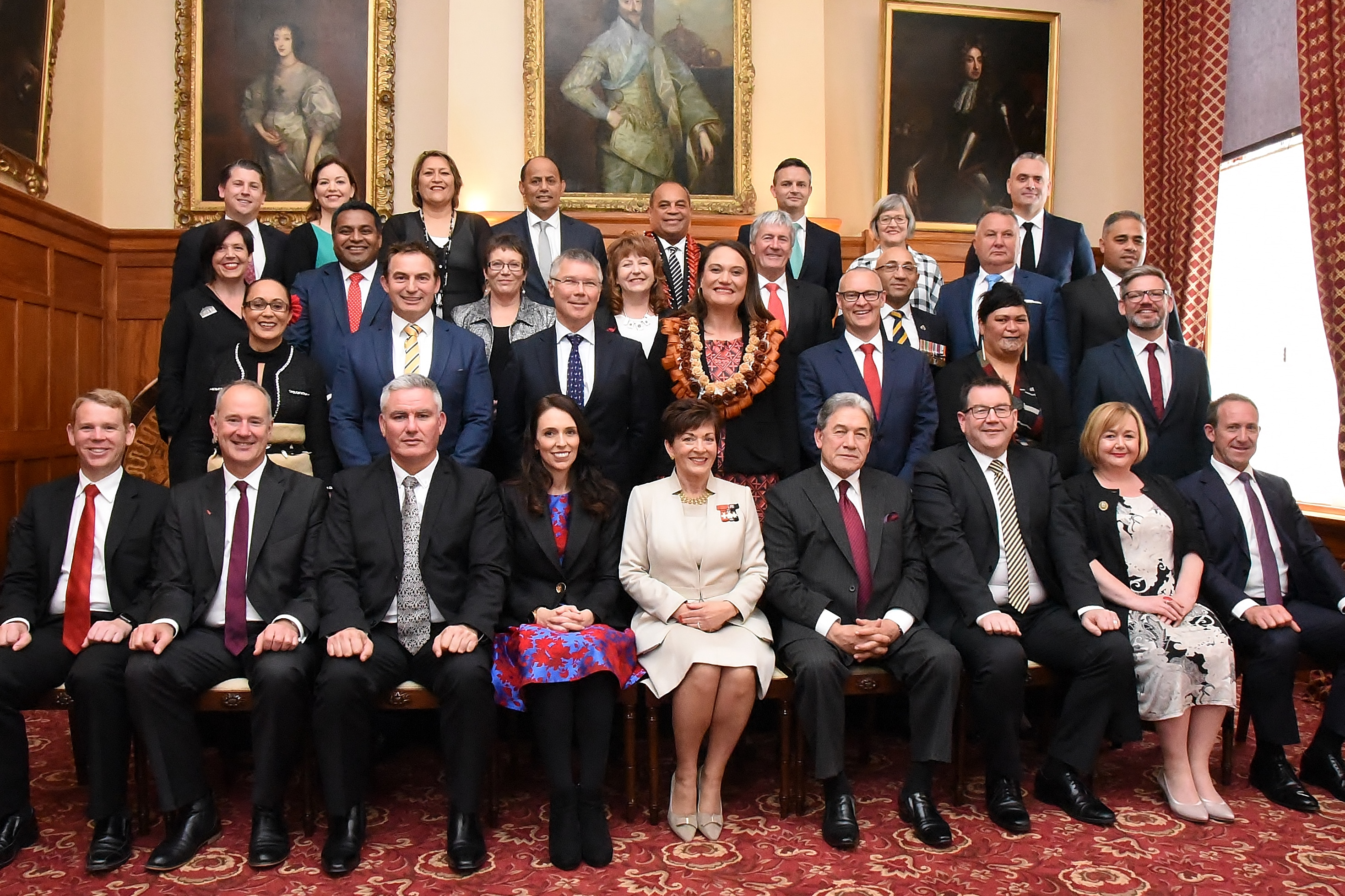
David Clark (2017)
3. von rechts in der zweiten Reihe

Nach der Wiederwahl von Labour im November 2020 bildete Ardern ihre Regierung um. Clark wurde Mitglied des 2. Kabinett und wurde mit folgenden Ministerposten betraut:

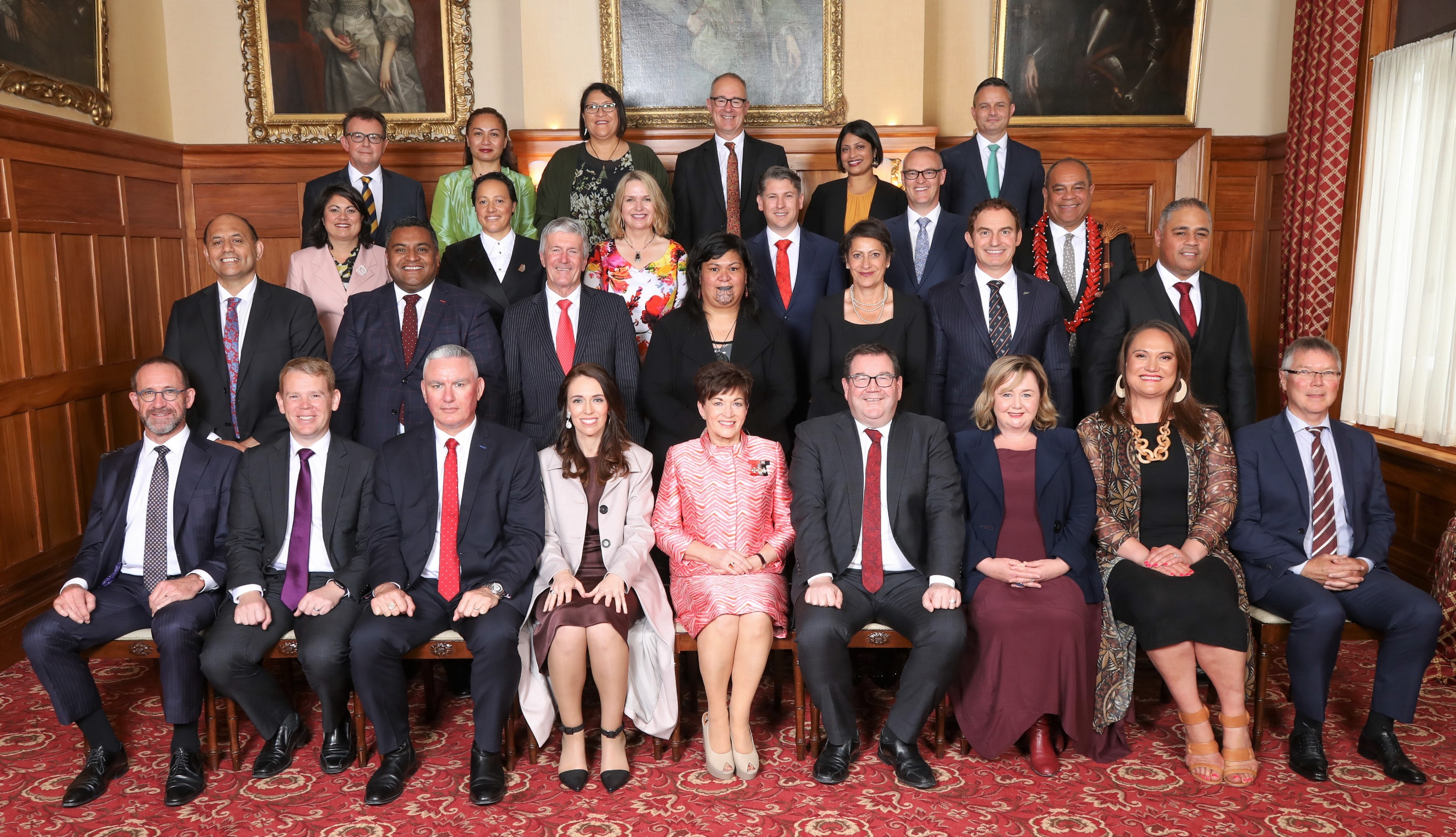
David Clark (2020)
2. von rechts in der dritten Reihe

| Minister                                            | vom              | bis             |
| --------------------------------------------------- | ---------------- | --------------- |
| Minister of Commerce and Consumer Affairs           | 6. November 2020 | 25. Januar 2023 |
| Minister for the Digital Economy and Communications | 6. November 2020 | 25. Januar 2023 |
| Minister for State Owned Enterprises                | 6. November 2020 | 25. Januar 2023 |
| Minister of Statistics                              | 6. November 2020 | 25. Januar 2023 |
| Minister Responsible for the Earthquake Commission  | 6. November 2020 | 25. Januar 2023 |

### Ministerämter in der Regierung Hipkins
Mit dem Rücktritt von Jacinda Ardern als Premierministerin in der laufenden Legislaturperiode und der Übernahme des Amtes durch ihren Parteikollegen Chris Hipkins am 25. Januar 2023, blieben die Ministerämter von Clark unverändert.
| Minister                                            | vom             | bis             |
| --------------------------------------------------- | --------------- | --------------- |
| Minister of Commerce and Consumer Affairs           | 25. Januar 2023 | 1. Februar 2023 |
| Minister for the Digital Economy and Communications | 25. Januar 2023 | 1. Februar 2023 |
| Minister for State Owned Enterprises                | 25. Januar 2023 | 1. Februar 2023 |
| Minister of Statistics                              | 25. Januar 2023 | 1. Februar 2023 |
| Minister Responsible for the Earthquake Commission  | 25. Januar 2023 | 1. Februar 2023 |

Quellen: Department of the Prime Minister and Cabinet New Zealand Parliament
Clark teilte Anfang Dezember 2022 der Öffentlichkeit mit, dass er zur nächsten Parlamentswahl im Oktober 2023 nicht mehr zur Wahl antreten wird und plant sich aus der Politik zurückzuziehen. Nach der Übernahm der Regierungsgeschäfte von Jacinda Ardern bildere Premierminister Hipkins mit Wirkung vom 1. Februar 2023 die Regierung um, in der Clark dann nicht mehr vertreten war.

## Familie und Privates
Clark ist verheiratet und hat drei Kinder. Er lebte zwei Mal für eine Zeit in Deutschland, war Radrennfahrer und nahm an Ironman-Veranstaltungen teil.